# Agrilus chiricahuae
Agrilus chiricahuae är en skalbaggsart som beskrevs av Fisher 1928. Agrilus chiricahuae ingår i släktet Agrilus och familjen praktbaggar. Inga underarter finns listade i Catalogue of Life.